# Демьянов, Юрий Андреевич
Юрий Андреевич Демьянов (1 августа 1931, Москва — 7 декабря 2019, там же) — советский и российский механик, специалист в области газовой динамики больших скоростей. Академик РАЕН, академик Академии космонавтики; член Российского национального комитета по теоретической и прикладной механике (избр. 1972).

## Биография
Родился в семье архитектора Андрея Андреевича Демьянова, члена Союза архитекторов СССР. Мама — Нина Ивановна, по образованию — инженер-строитель.
Окончил механико-математический факультет МГУ (1953), однокурсниками были С. С. Григорян, В. П. Карликов, А. А. Дезин, Д. Д. Ивлев, В. П. Михайлов, М. И. Шабунин. . Ученик Х. А. Рахматулина.
С 1953 года работал в ЦНИИмаш, с 1961 года — начальник комплекса аэродинамики, с 1974 года — начальник отделения аэрогазодинамики, образованного на базе комплекса аэродинамики. Заместитель директора ЦНИИмаш.
С 1987 года — главный научный сотрудник ЦНИИмаш (с 1997 года по совместительству). В 1961 году занесён в Книгу Почёта института.
Доктор технических наук (1965), профессор (1969).
В 1985 году возглавил созданную им кафедру прикладной математики в Московском лесотехническом институте, а с 2001 г. — кафедру математического моделирования.
Область научных интересов: теория пограничного слоя при гиперзвуковых скоростях, сверхзвуковые течения с зонами отрыва, теория поперечно-продольных колебаний струн и мембран.
Имел более 90 научных работ и 14 изобретений в области ракетно-космической техники.
Его учениками защищено 14 кандидатских и 4 докторских диссертаций.

## Награды и премии
- Лауреат Ленинской премии (1961)
- Лауреат премии им. Н. Е. Жуковского (1978) с серебряной медалью
- Орден Ленина (1971)
- Медаль «В ознаменование 100-летия со дня рождения Владимира Ильича Ленина» (1970)
- Медаль имени П. Л. Капицы
- Медаль имени С. П. Королёва
- Заслуженный деятель науки РФ (2003)

### Литературное творчество
У надгробий А. С. Грибоедова и Н. А. Грибоедовой. 2003.